# Anibal Tejada
Anibal Tejada, (1893 – 1º de agosto de 1946), foi um árbitro e treinador de futebol uruguaio. Apitou a Copa do Mundo FIFA de 1930, além de edições do Campeonato Sul-Americano de Futebol.